# 谭知耕
谭知耕（1917年—2001年4月10日），河南省光山县柴山堡谭家湾（今属新县千斤乡）人。中国人民解放军将领、中国人民解放军少将。
毕业于伏罗希洛夫军事学院。曾任第4步兵学校校长，苏联伏罗希洛夫中国人民解放军军事学院学员。1950年1月，任解放军第23军參谋长。1952年9月，第23军编为中国人民志愿军第23军，随部参加抗美援朝战争。1955年，授予中国人民解放军少将军衔。1975年，接替张元培，担任南海舰队司令员。1978年，由傅继泽接任。
2001年4月10日在北京逝世。